# Празеодимзолото
Празеодимзолото — бинарное неорганическое соединение,
празеодима и золота
с формулой AuPr,
кристаллы.

## Получение
- Сплавление стехиометрических количеств чистых веществ:

{\displaystyle {\mathsf {Pr+Au\ {\xrightarrow {1416^{o}C}}\ AuPr}}}

## Физические свойства
Празеодимзолото образует кристаллы
ромбической сингонии,
пространственная группа P nma,
параметры ячейки a = 0,738 нм, b = 0,463 нм, c = 0,590 нм, Z = 4,
структура типа борида железа FeB
.
При температуре 550°С  (440°C) происходит переход в фазу
ромбической сингонии,
пространственная группа C mcm,
параметры ячейки a = 0,387 нм, b = 1,110 нм, c = 0,472 нм, Z = 4,
структура типа борида хрома CrB.
При температуре 1360°С  (1320°C) происходит переход в фазу
кубической сингонии,
пространственная группа P m3m,
параметры ячейки a = 0,386 нм, Z = 1,
структура типа хлорида цезия CsCl.
Соединение конгруэнтно плавится при температуре 1416°С  (1420°C).